# AccessNow.org
Access Now（又称为AccessNow.org）是一个致力于开放自由网络的人权、公共政策、與倡議性之国际非營利组织。
Access Now自2009年成立以来，便持續倡議數位人權的議題，其針對下列五個主要的政策领域：數位安全、言论自由、隐私、網路歧视、以及商业與人权。此組織反對封鎖網際网络、网络审查、国际贸易协定、以及政府的監控。Access Now 也支持网络中立性、移动电话跟踪、使用加密和經過嚴謹討論所制定的网络安全法律法规。访问现在的运动目标支持其使命的各利益相关者，包括政府或科技公司。与电信公司还从事各种各样的问题，如透明度报告。
Access Now的数字安全热线提供实时、直接援助和建议活动家、独立媒体和公民社会组织。组织运行RightsCon年会，是一个多方参与的活動，参与者來自公民社会、科技公司、面临风险的使用者等。会议在2011年首次在美國硅谷举行，紧随其后的活動在巴西的里约热内卢(2012)、硅谷(2014)、菲律宾的马尼拉(2015)、和硅谷(2016)，也就是在硅谷和南營國家的一个关键城市之間選一個交替舉行。RightsCon 2017将在2017年於比利時的布鲁塞尔举行。
Access Now是torservers.net网络的一员，這是個以舉辦研讨会以及募款活動來為Tor設置一般性的网络出口节点為主要工作計畫的一个非营利组织。
Access Now的前倡議主任凯瑟琳·马赫2016年6月被任命维基媒体基金會的执行長。而Access Now也曾在2010年入圍歐盟舉辦的萨哈罗夫思想自由奖決選名單中。

## 使命
Access Now的使命是保卫和扩大世界上面臨風險使用者的數位權利。通过结合创新政策、用户親身参与、和直接的技术支持，Access Now為所有人打造开放而安全的通訊管道。

## 組織架構
Access Now是一支40人的团队，与駐紮在全球10多个地点當地的工作人员——這些地點包含柏林、布鲁塞尔、科尔多瓦、德里、伦敦、马尼拉、内罗毕、纽约、突尼斯、圣何塞、和华盛顿特區。组织维护四个合法注册的團體——比利时、哥斯达黎加、突尼斯和美国——科技、宣传、政策、補助、运营团队則分布在所有地区。
Access Now理事会的組成是以理事長Andrew McLaughlin、監事Yvette Albderdingk Thijm、Esra'a Al Shafei、Ronaldo Lemos、Andrew Cohen、以及秘书長Brett Solomon（同時也是Access Now的创始人兼执行總監）。
截至2014年，Access Now收到了大约260万美元的资金。

## 历史
Access Now是由Brett所罗门和卡梅伦在2009年伊朗的阿什拉夫有争议的总统选举后的那一年所創立。这次选举后抗议活动期间，Access Now在散播了來自伊朗的影像成果，扮演了很知名的角色。